# Didelphis
Didelphis Linnaeus, 1758 è un genere appartenente all'ordine dei Didelfimorfi. Comprende sei specie note comunemente come grandi opossum americani. Due delle specie seguenti (Didelphis aurita e Didelphis marsupialis), sono anche note nel nord-est del Brasile con il nome di saruê.

## Tassonomia
Le specie del genere Didelphis sono le seguenti:
- l'opossum dalle orecchie bianche, Didelphis albiventris;
- l'opossum dalle grandi orecchie, Didelphis aurita;
- l'opossum dalle orecchie bianche della Guiana, Didelphis imperfecta;
- l'opossum comune, Didelphis marsupialis, suddiviso in due sottospecie;
- l'opossum dalle orecchie bianche delle Ande, Didelphis pernigra; e
- l'opossum della Virginia, Didelphis virginiana, suddiviso in quattro sottospecie.